# Женские вспомогательные подразделения СС
Женские вспомогательные подразделения СС (нем. SS — Helferinnen/ SS — Kriegshelferinnen) — женщины, добровольно вступавшие во вспомогательные подразделения СС (в СС они не были допущены); несли службу в качестве двух основных категорий:
- как сотрудницы службы связи (СС-хельферин),
- в качестве сотрудниц вспомогательных подразделений военного времени, выполнявших другие обязанности (СС-кригсхельферин).

Сотрудниц набирали из женщин в возрасте от 17 до 30 лет и использовали для выполнения тех же задач, которыми занимались их армейские коллеги, связанные со снабжением и связью. Они могли быть радистами, наборщицами, операторами связи, поварихами и т. д.
Идеологи национал-социализма всегда без особого энтузиазма относились к использованию женщин не только на войне, но и на производстве. Женщина в Третьем Рейхе — это прежде всего жена и мать. Однако в неслишком богатой на ресурсы Германии, условиях военного времени от этой идеи пришлось частично отказаться.

## Униформа

### SS — Helferinnen
Сотрудниц обеспечивали серыми однобортными кителями, застегивавшимися на три пуговицы. Воротник обшивался серебряным кантом. В нижней части кителя располагались два кармана с прямоугольными, не застегивающимися на пуговицы клапанами. Еще один открытый карман находился на груди слева.
На нагрудном кармане находилась овальная черная нашивка с серебристым кантом, на которой серебристыми нитками или алюминиевой проволокой были вышиты руны СС. Эсэсовская версия национального орла носилась в верхней части левого рукава. Известно, что какая-то часть сотрудниц носила на левом предплечье нарукавный значок эсэсовских связисток — серебристую молнию на черной ромбовидной нашивке. Китель носился поверх простой белой блузки, воротничок которой застегивался у горла. Ни галстука, ни броши в этой форме предусмотрено не было. С кителем носилась подходящая по тону серая юбка и черные туфли.
Пилотка, которая носилась с этой униформой, была из черной шерсти и без бортиков, которые обычно имелись на немецких пилотках. В большинстве случаев головные уборы женщин из вспомогательных подразделений шились по образцу мужских пилоток тех же организаций, но пилотки, которые носились женщинами из вспомогательных подразделений СС, были особого «женского» покроя. Впереди на пилотке крепился орёл (такого же размера, что и нарукавный), а вот эмблема с «Мёртвой головой», которую носили на головных уборах мужчины, здесь отсутствовала.
Сотрудницы вспомогательных подразделений СС из специальной школы подготовки в Оберренхейме носили также манжетную ленту на левом рукаве. Она представляла собой ленту из черного искусственного шелка с серебристой каймой и надписью «Reichsschule-SS».
Для женщин из вспомогательных подразделений СС были введены специальные знаки отличия, имевшие статус наград. Введенная 28 июля 1943 г. серебряная пристежка для хельферин СС (Silberspange für SS-Helferinnen) представляла собой застежку из настоящего серебра в виде прямоугольника, внутри которого в центре находились руны СС, обрамленные с обеих сторон дубовыми листьями. Слева поверх дубовых листьев располагались буквы «HEL», а справа — «FEN», образуя слово «Helfen». Сохранилось несколько экземпляров такой застежки, изготовленных из серебра 800-й пробы.
На них имеются цифры, которые, скорее всего, являются номерами выпуска, но никаких документов о награждении этими пряжками и никаких фотографий, на которых было бы показано, как эту пряжку носили, не сохранилось.

### SS — Kriegshelferinnen
Кригсхельфериннен СС носили такую же униформу, но им не разрешалось носить нарукавные и нагрудные нашивки с рунами СС. Среди обязанностей, которые возлагались на этих сотрудниц, был и надзор за женщинами, заключёнными в концлагеря. Многие из этих служащих (например, Ирма Грезе, Дженни Ванда Баркманн, Гермина Браунштайнер) не уступали в жестокости своим коллегам мужского пола и после войны были осуждены и казнены за военные преступления, другие понесли иные наказания за свои действия.